# کما رابیک
کارن مارگارت «کما» رابیک (به دانمارکی: Kamma Rahbek؛ ۱۹ اکتبر ۱۷۷۵ کپنهاگ – ۲۱ ژانویه ۱۸۲۹ فردریکسبرگ) با نام اصلی هگر، یک زن نویسنده، هنرمند و فعال محافل ادبی اهل دانمارک بود.
در ۱۹ اکتبر ۲۰۱۶ موتور جستجوی گوگل به مناسبت ۲۴۱مین سالروز تولد کما رابیک و به افتخار او گوگل دودل صفحه اصلی خود را در دانمارک تغییر داد.